# Marine Jet Power AB
Marine Jet Power AB est une entreprise suédoise fabriquant des hydrojets. Son siège social est à Uppsala.

## Historique
MJP Waterjets est une coentreprise suédoise fondée en 1986 entre un chantier naval et Österby Gjuteri, une fonderie spécialisée dans l'acier inoxydable de Österbybruk.
Marine Jet Power est le résultat de la fusion en 2012 de l'entreprise MJP Waterjets et de la société américaine Ultra Dynamics. 
En l'espace d'un an, elle conçoit et livre leurs premiers hydrojets - une installation qui est encore en service tous les jours dans la flotte de grands ferries dans l'archipel de Stockholm -.
Elle est depuis les années 1990 en tête de file dans ce secteur et vend ses matériels pour la propulsion de navires civils, militaires et gouvernementaux à travers le monde comme la classe L&T en Inde et la classe Acero aux Philippines.
En 2024, elle fonde une filiale pour la construction de composants en Inde.